# متئو رتگی
متئو رتگی (زاده ۲۹ آوریل ۱۹۹۹) یک بازیکن فوتبال یک بازیکن فوتبال دورگه ایتالیایی و آرژانتینی است که به عنوان مهاجم در باشگاه القادسیه عربستان در لیگ حرفه ای عربستان سعودی بازی می‌ کند.
میکائلا رتگی خواهر بزرگتر اوست.

### بازی‌های ملی
تا تاریخ ۴ مه ۲۰۲۵
| ایتالیا | ایتالیا | ایتالیا |
| سال     | بازی    | گل      |
| ------- | ------- | ------- |
| ۲۰۲۳    | ۴       | ۲       |
| ۲۰۲۴    | ۱۴      | ۴       |
| مجموع   | ۱۸      | ۶       |